# Gaspar Nessi
Pour les articles homonymes, voir Nessi.
Gaspar Nessi (naissance inconnue - mort inconnue) était joueur de football international paraguayen, qui évoluait aussi bien en défense qu'au milieu de terrain.
Son frère, Lino Nessi, fut également un joueur international, qui quant à lui joua la Coupe du monde 1930.

## Biographie
Nessi jouait dans le championnat paraguayen au Club Libertad et a participé en international à la Copa América 1923, 1925 et 1926.